# Bussea xylocarpa
Bussea xylocarpa é uma espécie de legume da família Leguminosae.
Apenas pode ser encontrada em Moçambique.
Esta espécie está ameaçada por perda de habitat.